# Parsegh Bedros IV Avkadian
Parsegh Bedros IV Avkadian (Armeens: Բարսեղ Պետրոս Դ. Աւգատեան) ( ? – 6 februari 1788) was een katholikos-patriarch van de Armeens-Katholieke Kerk.
Parsegh Avkadian werd op 1 december 1780 door de synode van de Armeens-katholieke Kerk gekozen tot katholikos-patriarch van Cilicië van de Armeniërs als opvolger van Mikael Bedros III Kasbarian die op 28 november 1780 was overleden. Avkadian nam daarop de naam Parsegh Bedros IV Avkadian aan. Zijn benoeming werd op 25 juni 1781 bevestigd door paus Pius VI. De zetel van het patriarchaat was gevestigd in Bzommar.